# 焦禋
焦禋（14世紀—15世紀），字克成、又字宗禮，陝西西安府華州臨渭里人，明朝政治人物。

## 生平
焦禋是洪武二十九年（1396年）的舉人，次年（1397年）聯捷北榜進士，獲授長葛知縣，為政廉勤，吏民感德，因父母去世回鄉，永樂初年服闋後改任禹城知縣，歷官共十八年。他生下七子，當中次子焦偉是正統三年舉人，為文有名聲。

## 引用
1. 1 2  萬曆《華州志·卷二十一·人物列傳》：明華州焦禹城公 公諱禋，字克成，初字宗禮，臨渭里人，中洪武丙子鄉試，明年丁丑主考多中南卷陳䢿等，事覺上命復試，遂中韓克忠等，禋亦登第，自是分南北卷取士矣。初䢿善占玩，占今歲文曲星受刑，後䢿中狀元，復試主考充戍，䢿乃繫獄，夫然後知數有前定也，禋初授長葛令，廉勤自勵，吏民感德，以憂去，官民咸稱之，永樂初復任禹城，歷俸一十八年，生七子，次子偉正統戊午舉鄉試，至今雲仍文譽振揚故里，赫赫乎有以恢禋之志意矣。
2. ↑  民國《長葛縣志·卷八》：焦禋，字宗禮，陝西華州人，洪武時由進士為長葛令，廉勤自勵，吏民感德，後以憂去，官民咸稱之。